# Агрикола, Мартин

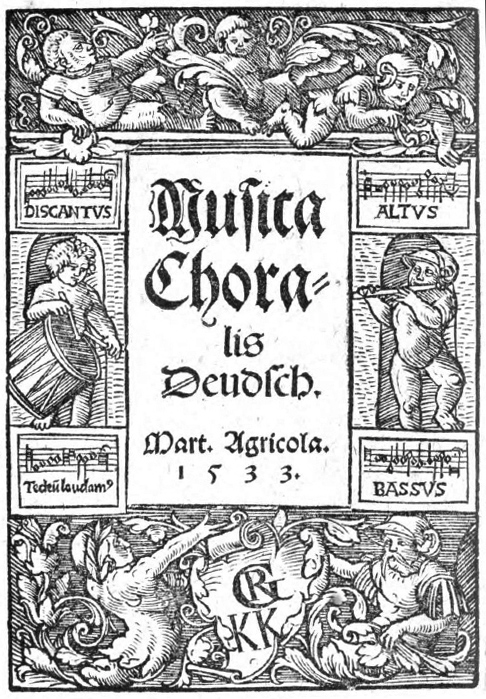
Мартин Агрикола. Хоральная музыка по-немецки (1533). Титульная страница

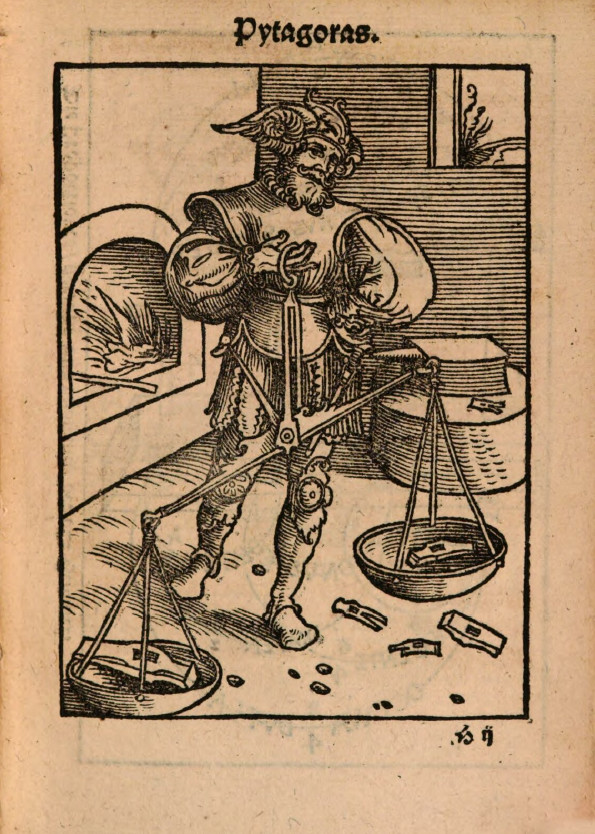
Пифагор (кузнечный миф) в трактате Мартина Агриколы «Инструментальная музыка по-немецки» (1529)

Мартин Агри́кола (лат. Martinus Agricola; 6 января 1486, Швибус, ныне Свебодзин, Польша — 10 июня 1556, Магдебург) — немецкий теоретик музыки, композитор и музыкальный педагог. Писал по-немецки и по-латыни.

## Биография
Мартин Агрикола родился в семье богатого фермера в Восточном Бранденбурге, где и получил школьное образование. Сначала он работал на ферме своих родителей. С 1510 года был учителем музыки в Магдебурге, в 1526 году получил там место кантора и руководителя городской музыки («музикдиректора»).
В магдебургских церквах Агрикола ввёл немецкий хорал и был в числе первых музыкантов, которые заменили в Германии табулатуру партитурой. Автор шести музыкально-теоретических трактатов и одной компиляции, которые (в связи с его протестантскими убеждениями) стремился писать по-немецки (впрочем, с большим количеством «латинизмов»). Особенно значим его стихотворный учебник «Инструментальная музыка по-немецки» (1529) с иллюстрациями актуальных и архаичных музыкальных инструментов. 
Для своих трактатов написал более 200 примеров четырёхголосной музыки. Сборник из 54 канонов на cantus firmus, сочинённых Агриколой ок. 1545 г. в дидактических целях (в качестве учебного пособия для немецких музыкальных школ), — ценный памятник немецкой инструментальной музыки XVI века.

## Учебные и научные труды
- Краткое изложение теории музыки по-немецки (Ein [sic] kurtz deudsche Musica; Виттенберг, 1528); третье издание (1533) — под названием «Хоральная музыка по-немецки» — Musica choralis deudsch)[8]
- Инструментальная музыка по-немецки (Musica instrumentalis deudsch; Виттенберг, 1529; репринт там же, 1542; вторая редакция — там же, 1545)
- Многоголосная музыка по-немецки (Musica figuralis deudsch; Виттенберг, 1532)[9]; с приложением «О числовых отношениях» (De proportionibus)
- Схолии к труду о плавной музыке[10] Венцеслава Филомата (Scholia in musicam planam Venceslai Philomatis; s.l., 1538)
- Основы музыки (Rudimenta musices; Виттенберг, 1539)
- Публичные вопросы о музыке (Quaestiones vulgatiores in musicam; Magdeburg, 1543)[11]
- Музыкальные выдержки из предыдущих трудов о музыке (Musicae ex prioribus editis musicis excerpta; Magdeburg, 1547)
- Две книги музыки, содержащие компендий этого искусства и блестящие [нотные] примеры (Duo libri musices, continentes compendium artis et illustria exempla; Виттенберг, 1561). Работа состоит из краткого изложения ЭТМ и большого нотного приложения (54 канона), иллюстрирующего теоретические положения.

## Переводы, литература
- Funck H. Martin Agricola. Wolfenbüttel, 1933.
- Howlett D. A translation of the treatises by Martin Agricola Diss. Ohio Univ. 1979. XVII, 378 p.
- Martin Agricola. The rudiments of music. Aberystwyth (Wales), 1991.